# Correggio Hockey
Il Correggio Hockey, detto comunemente Correggio, è una società italiana di hockey su pista con sede a Correggio in provincia di Reggio Emilia. Milita in Serie A2.
I suoi colori sociali sono il blu, bianco e rosso.
Nella sua storia il club emiliano ha disputato per otto volte il massimo campionato italiano (l'ultima volta nel 2021-2022) e per una volta la Coppa CERS.

## Storia
Il Correggio Hockey è una storica società italiana di hockey su pista con sede a Correggio, in provincia di Reggio Emilia, fondata nel 1997. Nel corso degli anni ha conosciuto diverse fasi, alternando promozioni e retrocessioni tra le varie divisioni del campionato italiano.
Gli Anni Iniziali (1997-2002)
Nei suoi primi anni di attività, il Correggio Hockey milita in Serie B, lavorando per consolidare la propria presenza nel panorama hockeistico nazionale. Durante la stagione 2002-2003, la squadra conquista il primo posto nel girone B di Serie B, ottenendo la promozione in Serie A2.
La Promozione in Serie A2 (2002-2005)
Dopo la promozione in Serie A2 nel 2003, il Correggio Hockey affronta il campionato con una serie di buoni risultati, ma non riesce a mantenere la categoria e retrocede. Tuttavia, la squadra riprende slancio con un nuovo ciclo di successi, guadagnando in seguito un'altra promozione in Serie A2.
Ritorno in Serie A2 e Successive Promozioni (2005-2010)
Nel 2005-2006, la squadra vince nuovamente il girone B di Serie B e accede alla Serie A2, dove continua a competere con determinazione. La stagione 2008-2009 è particolarmente positiva, con il Correggio Hockey che ottiene il terzo posto nel campionato e nella poule promozione, risultando idoneo per la Serie A1. Nella stagione 2009-2010, la squadra debutta in Serie A1, ma alla fine retrocede di nuovo.
Gli Anni di Consolidamento (2010-2015)
Nel periodo successivo, il Correggio Hockey milita in Serie A2, ma nella stagione 2012-2013 ottiene il secondo posto e vince i play-off promozione, guadagnando l'accesso alla Serie A1. Negli anni successivi, la squadra continua a competere tra le prime posizioni di Serie A2, ma una retrocessione alla fine della stagione 2014-2015 porta il club a tornare nella seconda divisione.
Ritorno in Serie A1 e Partecipazioni Internazionali (2015-2020)
Nel 2015-2016, il Correggio Hockey vince la Serie A2 e ottiene la promozione in Serie A1. La squadra partecipa a diverse stagioni di alto livello, ma con alternanza tra Serie A1 e A2. Nel 2018-2019, la squadra vince ancora una volta la Serie A2 e ritorna in Serie A1. Negli anni successivi, la squadra ottiene buoni risultati nelle competizioni nazionali e internazionali, come la Coppa CERS.
Gli Anni Recenti (2020-Presente)
Nel periodo 2020-2021, il Correggio Hockey si classifica al decimo posto in Serie A1, qualificandosi per i quarti di finale dei play-off scudetto. Nelle stagioni seguenti, il club affronta alcune difficoltà, retrocedendo nuovamente in Serie A2 nel 2021-2022. Nel campionato 2022-2023, il Correggio Hockey conclude al nono posto nel girone A di Serie A2, mentre nella stagione 2023-2024 ottiene il quinto posto.
Oltre alle competizioni nazionali, il Correggio Hockey ha partecipato a competizioni internazionali come la Coppa CERS, con una partecipazione significativa nella stagione 2017-2018.
Struttura e Colori Sociali
Il Correggio Hockey gioca le sue partite casalinghe presso il PalaSport Dorando Pietri di Correggio. I colori sociali del club sono il blu, il bianco e il rosso.
La storia del Correggio Hockey è caratterizzata da un continuo processo di crescita e competitività, con l'obiettivo di affermarsi come una delle principali realtà dell'hockey su pista italiano.

## Organigramma societario
Dati aggiornati alla stagione 2023-2024, tratti dal sito internet ufficiale della Federazione Italiana Sport Rotellistici.
- Presidente: Marco Ferretti
- Vicepresidente:
- Segretario: Marcello Bulgarelli
- Direttore sportivo: Toto Bastias
- Addetto stampa: Francesco Ferrari

## Palmarès
- Campionato italiano di serie B/A2: 1

2015-2016

## Statistiche

### Partecipazioni ai campionati
| Livello | Categoria | Partecipazioni | Debutto   | Ultima stagione | Totale |
| ------- | --------- | -------------- | --------- | --------------- | ------ |
| 1º      | Serie A1  | 8              | 2009-2010 | 2021-2022       | 8      |
| 2º      | Serie A2  | 12             | 2004-2005 | 2023-2024       | 12     |
| 3º      | Serie B   | 7              | 1997-1998 | 2005-2006       | 7      |

### Partecipazioni alla coppe nazionali
| Competizione                 | Partecipazioni | Debutto   | Ultima stagione |
| ---------------------------- | -------------- | --------- | --------------- |
| Coppa Italia                 | 3              | 2010-2011 | 2012-2013       |
| Coppa di Lega/Federation Cup | 2              | 2009-2010 | 2017-2018       |

### Partecipazioni alla coppe internazionali
| Competizione   | Partecipazioni | Debutto   | Ultima stagione |
| -------------- | -------------- | --------- | --------------- |
| Coppa CERS/WSE | 1              | 2017-2018 | 2017-2018       |

## Organico

### Giocatori
| N° | Naz.                 | Ruolo | Sportivo            |  |  |  |
| -- | -------------------- | ----- | ------------------- |  |  |  |
| 6  | Italia (bandiera)    | D     | Tommaso Castiglioni |  |  |  |
| 19 | Italia (bandiera)    | D     | Ernest Cinquini     |  |  |  |
| 8  | Argentina (bandiera) | A     | Mauro Menendez      |  |  |  |
| 12 | Italia (bandiera)    | P     | Nicolò Salines      |  |  |  |
| 13 | Italia (bandiera)    | A     | Edoardo Righi       |  |  |  |
| 26 | Italia (bandiera)    | A     | Alessio Caroli      |  |  |  |
| 58 | Cile (bandiera)      | D     | Gabriel Tudela      |  |  |  |
| 55 | Italia (bandiera)    | A     | Diego Casari        |  |  |  |
| 54 | Italia (bandiera)    | P     | Federico Pedroni    |  |  |  |
| 7  | Italia (bandiera)    | A     | Manuele Pedroni     |  |  |  |
| 2  | Italia (bandiera)    | D     | Omar Angelotti      |  |  |  |
| 87 | Italia (bandiera)    | A     | Matteo Holban       |  |  |  |

### Staff tecnico
- Allenatore:  Eduard Granell
- Vice Allenatore:  Toto Bastias
- Meccanico:  Lazzaro Righi